# Pietro Barucci (pittore)

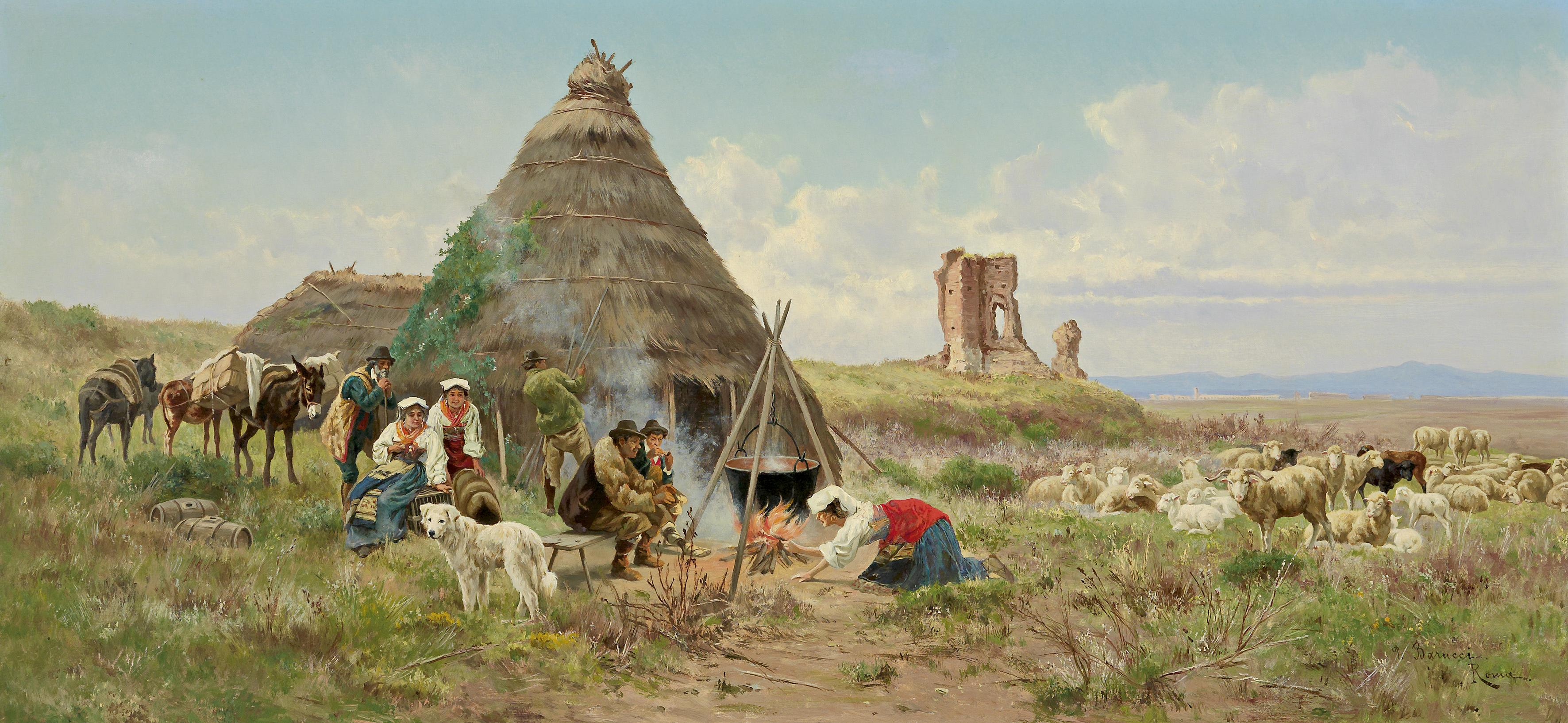
Pietro Barucci, Pastori nella campagna romana

Pietro Barucci (Roma, 20 aprile 1845 – Roma, 23 febbraio 1917) è stato un pittore italiano.

## Biografia
Nato a Roma nel 1845, studiò all'Accademia di belle arti e fu allievo di Achille Vertunni. Nel 1878 venne premiato per un suo paesaggio presso quella stessa accademia. Fine paesaggista, suo soggetto era soprattutto la vita quotidiana della campagna romana. Tra le sue numerose opere, Lago negli Appennini fu esposto a Chicago nel 1893, mentre Laguna di Venezia e Regione del Polo furono esposti al Salon des Indépendants a Parigi nel 1907.